# Micii-Muppets (2018)
Micii-Muppets (engleză Muppet Babies) este un serial de desene animate american produse de Odd Bot Animation. Serialul a avut premiera pe Disney Junior și Disney Channel în Statele Unite la 23 martie 2018. În România, seria a început pe Disney Junior România la 3 septembrie 2018. Până în prezent a fost confirmat primul sezon, având 26 de episoade (52 de segmente).

## Descriere
Programul prezintă aventurile tânărului broscoi Kermit, ale lui Miss Piggy, ale ursulețului Fozzie, ale lui Gonzo, ale lui Animal și ale pinguinului Summer, un nou membru al Miciilor Muppets. Ca întotdeauna, domnișoara Nanny încurajează cu blândețe și veselie bebelușii Muppets să-și folosească imaginația pentru a explora cele mai îndepărtate colțuri ale universului și să își utilizeze gândirea creativă pentru a rezolva cât mai multe probleme.

## Personaje

### Principale
- Kermit
- Piggy
- Fozzie
- Gonzo
- Animal
- Summer
- Domnișoara Nanny
- Camilla
- Priscilla
- Beep

### Secundare
- Mr.Statler și Mr.Waldorf
- Rizo
- Bunsen
- Beaker
- Dr.Teeth
- Rowlf

## Episoade

### Show-ul Micilor Muppets
| #  | Titlu original                      | Titlu Disney Junior România       | Premiera originală | Premiera Disney Junior România |
| -- | ----------------------------------- | --------------------------------- | ------------------ | ------------------------------ |
| 1  | "Kermit's Show and Tell"            | "Descrierea lui Kermit"           | 1 martie 2018      | 6 august 2018                  |
| 2  | "Piggy's Show and Tell"             | "Descrierea lui Piggy"            | 1 martie 2018      | 7 august 2018                  |
| 3  | "Fozzie's Show and Tell"            | "Descrierea lui Fozzie"           | 1 martie 2018      | 8 august 2018                  |
| 4  | "The Great Muppet (Short) Musical"  |                                   | 1 martie 2018      | 9 august 2018                  |
| 5  | "Gonzo's Show and Tell"             | "Descrierea lui Gonzo"            | 2 martie 2018      | 10 august 2018                 |
| 6  | "Summer's Show and Tell"            | "Descrierea lui Summer"           | 2 martie 2018      | 11 august 2018                 |
| 7  | "Animal's Show and Tell"            | "Descrierea lui Animal"           | 2 martie 2018      | 12 august 2018                 |
| 8  | "Kermit and Fozzie's Show and Tell" | "Descrierea lui Kermit și Fozzie" | 2 martie 2018      | 13 august 2018                 |
| 9  | "Piggy and Gonzo's Show and Tell"   | "Descrierea lui Piggy și Gonzo"   | 2 martie 2018      | 14 august 2018                 |
| 10 | "Kermit and Piggy's Show and Tell"  | "Descrierea lui Kermit și Piggy"  | 2 martie 2018      | 15 august 2018                 |

### Sezonul 1
În România,sezonul 1 va debuta pe canalul de televiziune Disney Junior România pe 3 septembrie.
| #  | Titlu original                        | Titlu Disney Junior România                 | Premiera originală | Premiera Disney Junior România        |
| -- | ------------------------------------- | ------------------------------------------- | ------------------ | ------------------------------------- |
| 1  | "Sir Kermit the Brave"                | "Sir Kermit cel viteaz"                     | 23 martie 2018     | 27 august 2018 3 septembrie 2018      |
| 1  | "Animal Fly Airplane"                 | "Animal pilotează avion"                    | 23 martie 2018     | 27 august 2018 3 septembrie 2018      |
| 2  | "Hatastrophe"                         | "Șapcastrofă"                               | 23 martie 2018     | 4 septembrie 2018 5 septembrie 2018   |
| 2  | "Fly South"                           | "Zburăm spre sud"                           | 23 martie 2018     | 4 septembrie 2018 5 septembrie 2018   |
| 3  | "The Great Muppet Sport-A-Thon"       | "Marele Sport-A-Thlon Muppet"               | 30 martie 2018     | 6 septembrie 2018 7 septembrie 2018   |
| 3  | "You Say Potato, I Say Best Friend"   | "Tu spui cartof,eu spun prieten bun"        | 30 martie 2018     | 6 septembrie 2018 7 septembrie 2018   |
| 4  | "Super Fabulous Vs. Captain Ice Cube" | "Super Fabuloasa Vs. Căpitan Cub de Gheață" | 6 aprilie 2018     | 10 septembrie 2018 11 septembrie 2018 |
| 4  | "Piggy's Time Machine"                | "Mașina timpului și Piggy"                  | 6 aprilie 2018     | 10 septembrie 2018 11 septembrie 2018 |
| 5  | "How Kermit Got His Groove"           | "Cum a ajuns Kermit să danseze"             | 13 aprilie 2018    | 12 septembrie 2018 13 septembrie 2018 |
| 5  | "One Small Problem"                   | "O mică problemă"                           | 13 aprilie 2018    | 12 septembrie 2018 13 septembrie 2018 |
| 6  | "The Blanket Fort"                    | "Fortăreața din pături"                     | 20 aprilie 2018    | 24 septembrie 2018 21 septembrie 2018 |
| 6  | "Playground Pirates"                  | "Pirații locului de joacă"                  | 20 aprilie 2018    | 24 septembrie 2018 21 septembrie 2018 |
| 7  | "Summer Penguin, P.I."                | "Summer pinguin detectiv"                   | 27 aprilie 2018    | 25 septembrie 2018 26 septembrie 2018 |
| 7  | "You Ought to Be in Pictures"         | "Aș vrea să te văd într-un tablou"          | 27 aprilie 2018    | 25 septembrie 2018 26 septembrie 2018 |
| 8  | "Kermit Levels Up"                    | "Kermit trece la nivelul următor"           | 4 mai 2018         | 27 septembrie 2018 28 septembrie 2018 |
| 8  | "Frogs of a Feather"                  | "Când se adună broaștele"                   | 4 mai 2018         | 27 septembrie 2018 28 septembrie 2018 |
| 9  | "Animal Cleans Up"                    | "Animal se spală"                           | 8 iunie 2018       | 7 ianuarie 2019 8 ianuarie 2019       |
| 9  | "Best Pals Pizza Parlor Palace"       | "Salon Palatul Pizza Prieteni"              | 8 iunie 2018       | 7 ianuarie 2019 8 ianuarie 2019       |
| 10 | "The Good, The Bad, and The Froggy"   | "Cel bun,cel rău și broscoiul"              | 15 iunie 2018      | 9 ianuarie 2019 10 ianuarie 2019      |
| 10 | "Muppet Rock"                         | "Rock de Muppet"                            | 15 iunie 2018      | 9 ianuarie 2019 10 ianuarie 2019      |
| 11 | "Upside-Down Day"                     | "Ziua cu susu-n jos"                        | 29 iunie 2018      | 11 ianuarie 2019 14 ianuarie 2019     |
| 11 | "Tooth and Consequences"              | "Un dinte și provocări"                     | 29 iunie 2018      | 11 ianuarie 2019 14 ianuarie 2019     |
| 12 | "The Great Gonzo's Desert Grand Prix" |                                             | 20 iulie 2018      | 15 ianuarie 2019 16 ianuarie 2019     |
| 12 | "Animal Kong"                         |                                             | 20 iulie 2018      | 15 ianuarie 2019 16 ianuarie 2019     |
| 13 | "Bunsen Knows All"                    |                                             | 17 august 2018     | 17 ianuarie 2019 18 ianuarie 2019     |
| 13 | "Doctor Fozzie"                       |                                             | 17 august 2018     | 17 ianuarie 2019 18 ianuarie 2019     |
| 14 | "Grandpa Camp"                        | "Tabăra de bunici"                          | 14 septembrie 2018 | 29 aprilie 2019 30 aprilie 2019       |
| 14 | "A Backyard Divided"                  |                                             | 14 septembrie 2018 | 29 aprilie 2019 30 aprilie 2019       |

## Legături externe
- Site web oficial
- Micii-Muppets la Internet Movie Database